# عدد أنيس
الأعداد الأنيسة (بالإنجليزية Sociable numbers) هي تعميم لمفهوم الأعداد الصديقة أو المتحابة والأعداد المثالية.

## وصلات خارجية
- A list of known sociable numbers
- Extensive tables of perfect, amicable and sociable numbers نسخة محفوظة 2 مايو 2014 على موقع واي باك مشين.